# Гурово-Ілавецьке (гміна)
Гмі́на Гуро́во-Ілаве́цьке (пол. Gmina Górowo Iławeckie) — сільська гміна у північній Польщі. Належить до Бартошицького повіту Вармінсько-Мазурського воєводства.
Станом на 31 грудня 2011 у гміні проживало 7159 осіб.

## Територія
Згідно з даними за 2007 рік площа гміни становила 416.27 км², у тому числі:
- орні землі: 61.00%
- ліси: 28.00%

Таким чином, площа гміни становить 31.81% площі повіту.

## Населення
Станом на 31 грудня 2011:
| Опис     | Загалом | Загалом | Чоловіки | Чоловіки | Жінки | Жінки |
| -------- | ------- | ------- | -------- | -------- | ----- | ----- |
| одиниця  | осіб    | %       | осіб     | %        | осіб  | %     |
| все      | 7159    | 100     | 3598     | 50.26    | 3561  | 49.74 |
| міське   | 0       | 100     | 0        |          | 0     |       |
| сільське | 7159    | 100     | 3598     | 50.26    | 3561  | 49.74 |

## Сусідні гміни
Гміна Гурово-Ілавецьке межує з такими гмінами: Бартошице, Гурово-Ілавецьке, Лельково, Лідзбарк-Вармінський, Пененжно.